# 8-BALL
8-BALL（エイトボール）は、日本の4人組ロックバンド。沖縄県を拠点として活動している。

## 来歴
1998年結成。1999年、RAYとLEONがライブハウスを開店させ、そのライブハウスを拠点として活動開始。2005年メジャーデビュー。

## メンバー
- RAY - ボーカル担当。
- KEIICHI - ギター担当。
- CHRIS - ベース担当。
- LEON - ドラムス担当。

## 作品

### シングル
- PROTOTYPE
- SPEED MASTER（m.o.v.eとのコラボレーション作品）

### アルバム
- SOUND OF DRIFT

## 全日本プロドリフト選手権との関係
全日本プロドリフト選手権からテーマソングタイアップへの打診があり、その後全日本プロドリフト選手権と結びつきが深くなり、全日本プロドリフト選手権の発展と共に8-BALLの知名度も上がっていった。なお、2006年にドラムのLEONが本名(比嘉礼音)で180SXに乗りD1ストリートリーガルに2回出場している。